# Gawan
Gawan é uma cidade e uma nagar panchayat no distrito de Budaun, no estado indiano de Uttar Pradesh.

## Geografia
Gawan está localizada a 28° 26′ N, 78° 21′ L. Tem uma altitude média de 193 metros (633 pés).

## Demografia
Segundo o censo de 2001, Gawan tinha uma população de 7753 habitantes. Os indivíduos do sexo masculino constituem 53% da população e os do sexo feminino 47%. Gawan tem uma taxa de literacia de 42%, inferior à média nacional de 59.5%: a literacia no sexo masculino é de 50% e no sexo feminino é de 32%. Em Gawan, 19% da população está abaixo dos 6 anos de idade.